# Emma Myers
Emma Elizabeth Myers (Orlando, 2 aprile 2002) è un'attrice statunitense.
È nota principalmente per il ruolo di Enid Sinclair nella serie televisiva Mercoledì (2022-2025) e per quello di Pippa Fitz-Amobi nella serie televisiva Come uccidono le brave ragazze (2024).

## Biografia
Emma Elizabeth Myers è nata il 2 aprile 2002 a Orlando, in Florida, da Nicole e Jeremy Myers. Da parte di madre, è di origini greche ed è la seconda di tre sorelle. Non ha mai avuto una esperienza scolastica tradizionale avendo frequentato una cooperativa di homeschooling.
Debutta come attrice nel 2010, all'età di 8 anni, apparendo in un cameo nel film di David Nixon e Patrick Doughtie Letters to God e nel ruolo minore di Paige Slayton nella serie televisiva The Glades, in entrambe le produzioni non viene accreditata nei titoli. Lo stesso anno appare anche in un cortometraggio commedia, Crooked, diretto da Todd Thompson.
Dopo questo esordio la sua carriera subisce una pausa di circa una decina d'anni per poi riprendere nel 2020. Inizia a recitare professionalmente partecipando alle serie televisive The Baker and the Beauty e Dead of Night, oltre che al cortometraggio Deathless di Katie Carpenter e Jenna Kanell e al film A Taste of Christmas di Damián Romay. Nel 2021 recita nel thriller, ispirato a una storia vera, Girl in the Basement di Elisabeth Röhm, in cui è Marie Cody, sorella della protagonista Sarah (Stefanie Scott). Nel 2022 prende parte alla serie televisiva Mercoledì, basata sulle avventure dell'omonima discendente della famiglia Addams, interpretata da Jenna Ortega. Emma Myers nella serie interpreta la co-protagonista Enid Sinclair, compagna di stanza alla Nevermore Academy della protagonista e giovane licantropa amante dei colori, incapace però di trasformarsi completamente in lupa mannara. Riprende il ruolo nel 2025 nella seconda stagione della serie.
Nel 2023 interpreta il personaggio di CC Walker nel film Family Switch, al fianco di Jennifer Garner, e compare in Southern Gospel. Nel dicembre dello stesso anno viene annunciata l'adesione di Emma Myers al cast del film Un film Minecraft, film diretto da Jared Hess uscito il 4 aprile del 2025. Un film Minecraft è la trasposizione cinematografica dell'omonimo videogioco e vede nel cast anche Danielle Brooks, Jason Momoa, Jack Black e Sebastian Eugene Hansen. Nel 2024 è protagonista, nei panni di Pippa Fitz-Amobi, della serie televisiva della BBC Come uccidono le brave ragazze, tratta dagli omonimi romanzi di Holly Jackson. Nel 2025 firma per The Angry Birds Movie 3, a cui presterà la voce e la cui uscita è prevista per il 2027.

## Vita privata
Emma Myers ha una sorella di nome Isabel.
È una fan del K-pop, in particolare del gruppo Seventeen. In un'intervista del 2022 con Teen Vogue, ha affermato che le community di fan de Il Signore degli Anelli e di Star Wars sono "due fantastici pilastri del fandom online che hanno plasmato il modo in cui vedeva il mondo". Emma Myers si descrive come un'introversa.

## Filmografia

### Cinema
- Letters to God, regia di David Nixon e Patrick Doughtie (2010) - non accreditata
- Crooked, regia di Todd Thompson - cortometraggio (2010)
- Love, Innocence, regia di Isaiah Hanley - cortometraggio (2019)
- Deathless, regia di Katie Carpenter e Jenna Kanell - cortometraggio (2020)
- A Taste of Christmas, regia di Damián Romay (2020)
- Girl in the Basement, regia di Elisabeth Röhm (2021)
- Southern Gospel, regia di Jeffrey A. Smith (2023)
- Family Switch, regia di McG (2023)
- Un film Minecraft (A Minecraft Movie), regia di Jared Hess (2025)

### Televisione
- The Glades – serie TV, episodio 1x05 (2010) - non accreditata
- The Baker and the Beauty – serie TV, episodio 1x01 (2020)
- Dead of Night – serie TV, episodi 2x04-2x05 (2020)
- Mercoledì (Wednesday) – serie TV, 12 episodi (2022-2025)
- Come uccidono le brave ragazze (A Good Girl's Guide to Murder) – serie TV, 6 episodi (2024)

## Programmi televisivi
- Popternative - talk-show (2022)
- The Tonight Show Starring Jimmy Fallon - talk-show (2023)
- Tudum: A Netflix Global Fan Event, regia di Steve Meyer - speciale TV (2023)
- Today - talk-show (2023)

## Radio
- The Squeeze - podcast (2023)

## Doppiatrici italiane
Nelle versioni in italiano delle opere in cui ha recitato, Emma Myers è stata doppiata da: 
- Margherita Rebeggiani in Mercoledì, Family Switch, Come uccidono le brave ragazze, Un film Minecraft